# Fuchsschwanz (Schmuck)

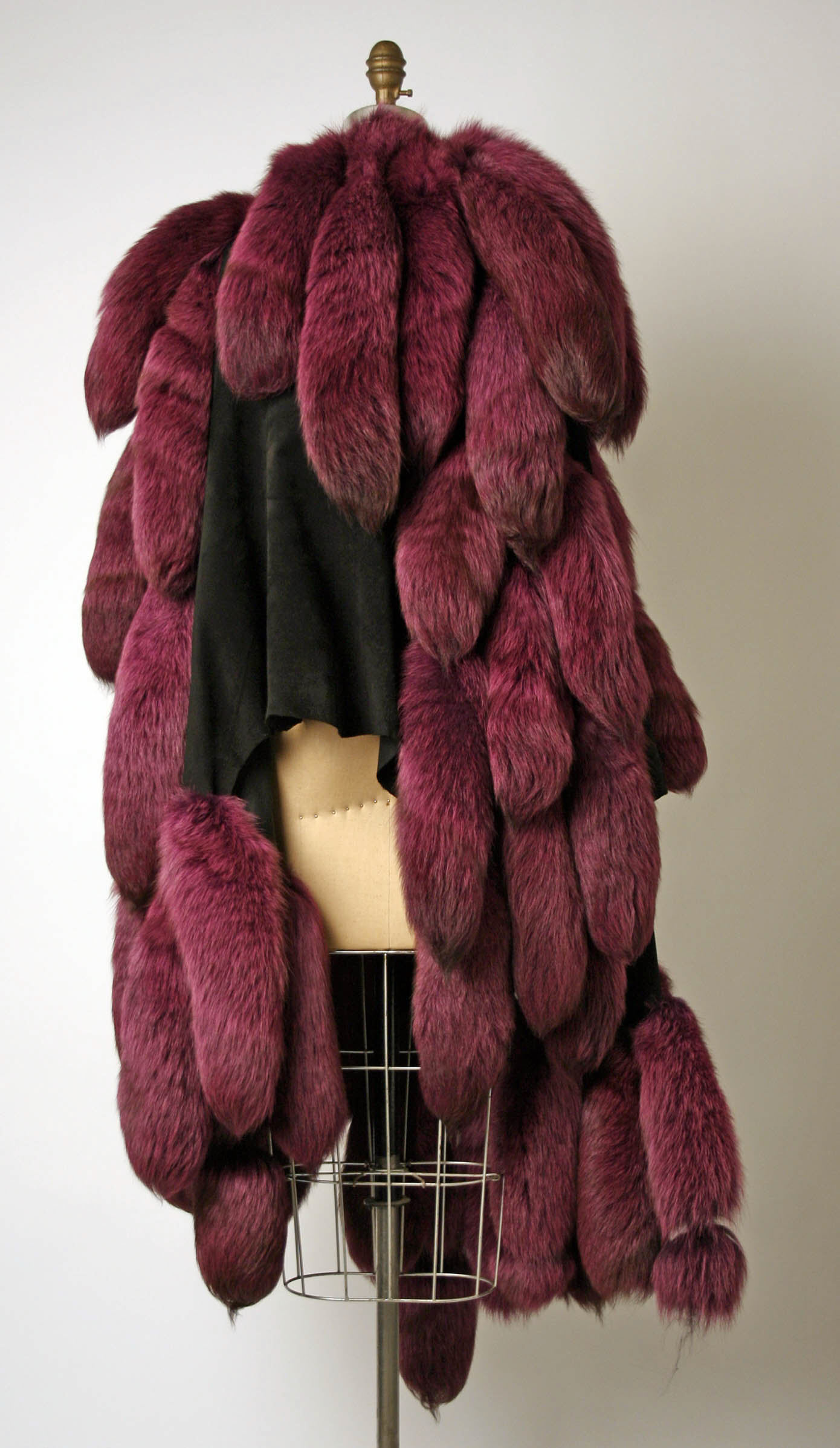
Cape aus Blaufuchsschweifen (ca. 1988, Metropolitan Museum of Art)
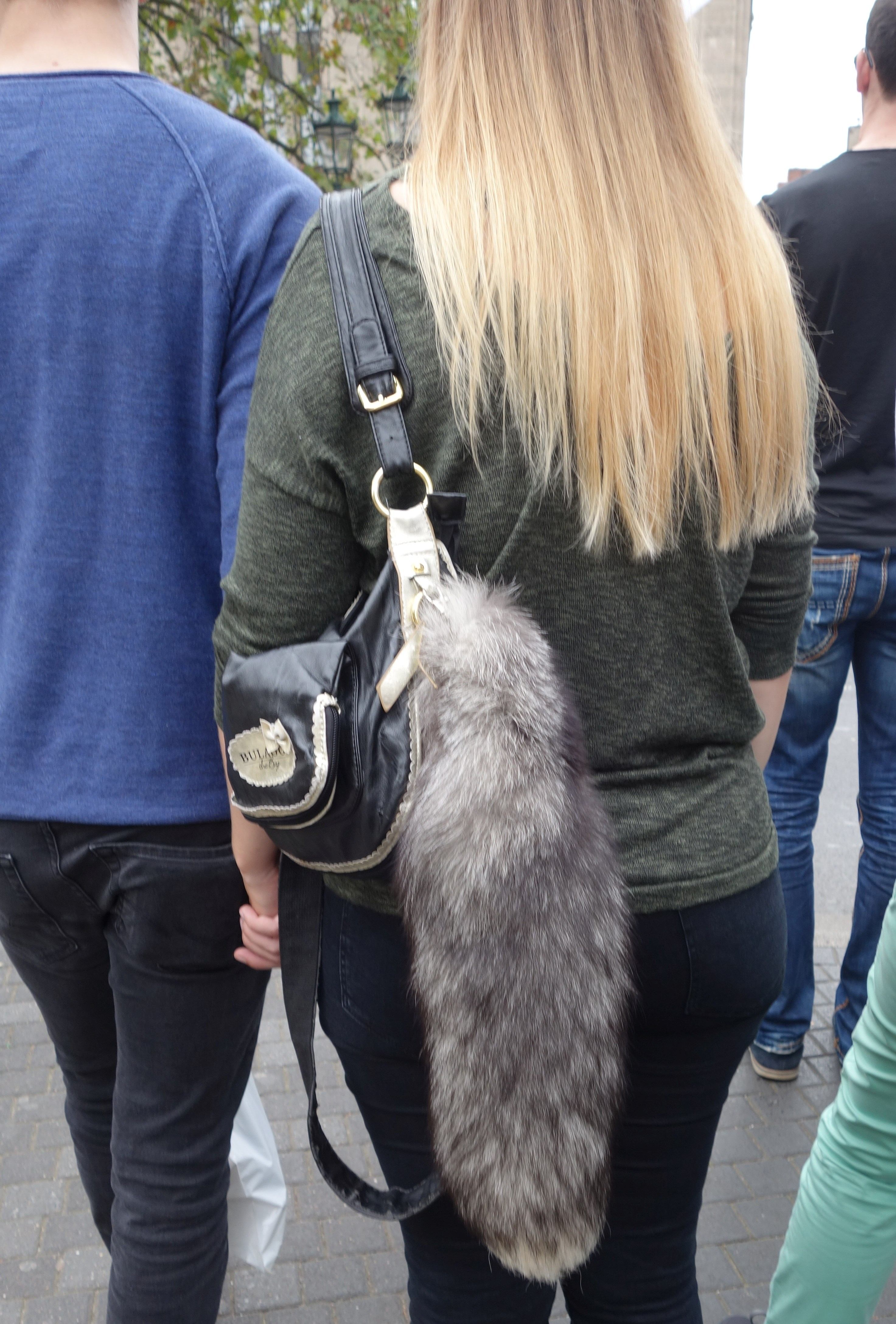
Bluefrost-Fuchsschweif als Taschenanhänger (2016)

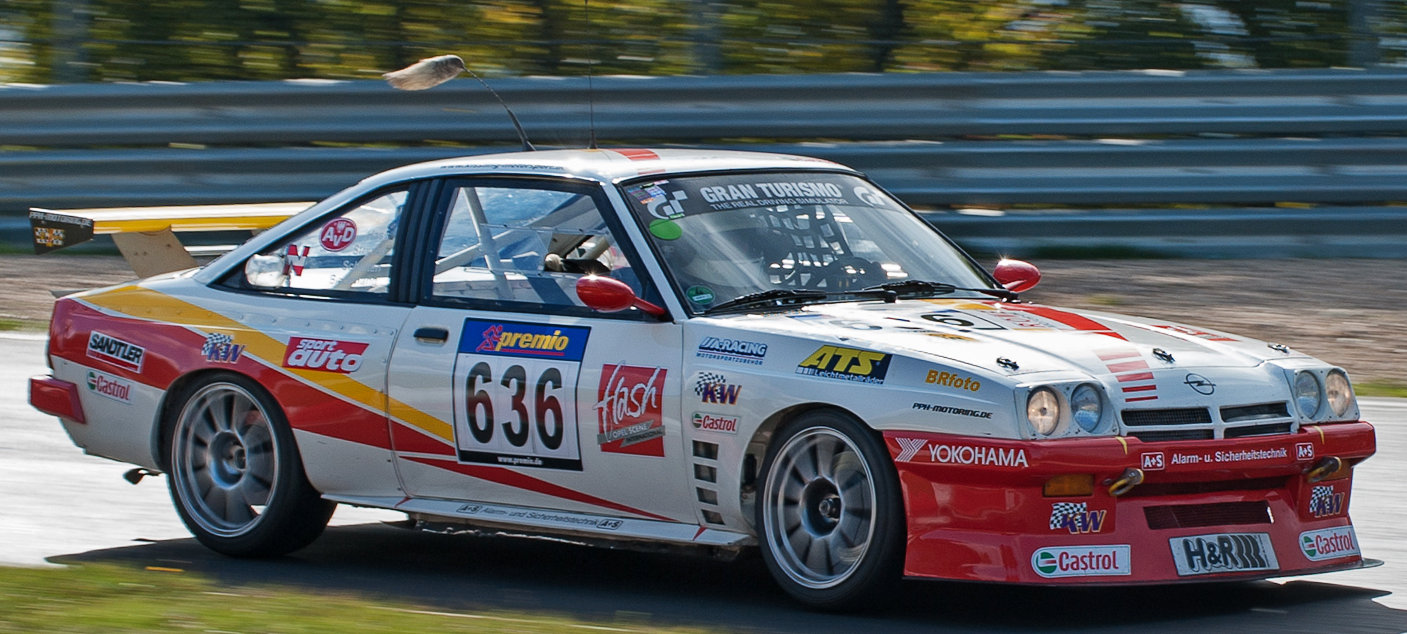
Opel Manta mit Fuchsschwanz an der Dachantenne bei einem Rennen der VLN 2012
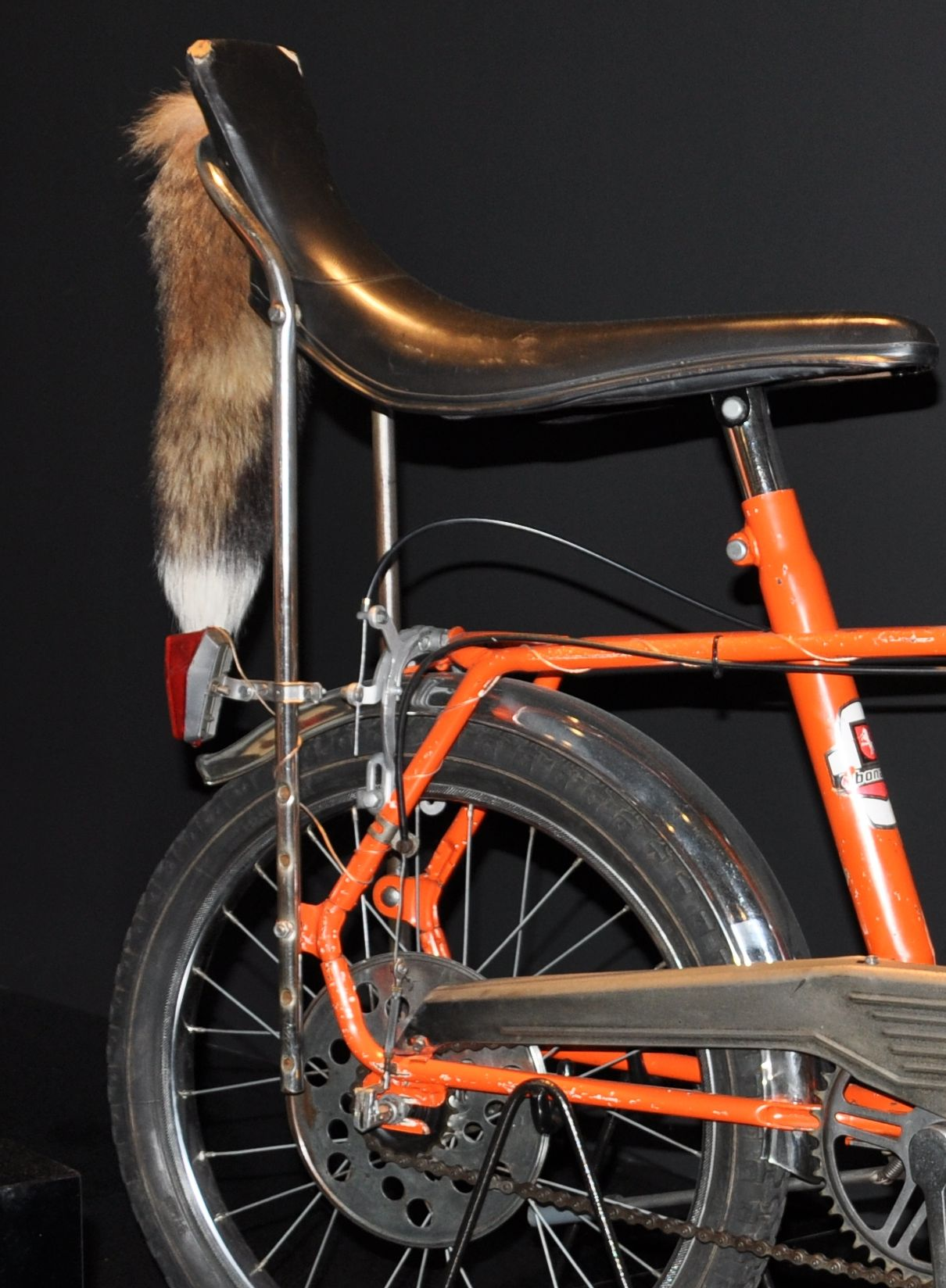
Fuchsschwanz am Bonanza-Rad

Der Fuchsschwanz  oder Fuchsschweif, vom Jäger Lunte genannt, eigentlich ein Rotfuchsschwanz, gilt im südwestdeutschen Raum als Narrenattribut und  wird dort häufig zusammen mit dem Häs getragen. Fuchs- und andere Fellschwänze werden als modisches Accessoire, in Form von Schlüssel- oder Taschenanhängern, genutzt.
Bei der traditionellen Parforcejagd war es mancherorts üblich, Teilnehmer, die hervorragende Leistungen gezeigt hatten, mit der abgetrennten Rute des erlegten Fuchses zu dekorieren.
In manchen Studentenverbindungen ist es Brauch, dass der Fuchsmajor als zusätzliches Erkennungszeichen einen Fuchsschwanz an seiner Mütze befestigt.
Besonders in den 1980er Jahren war es verbreitet, Fuchsschwänze an Rückspiegeln sowie Antennen von Autos zu befestigen, typisch galt dies besonders für Opel-Manta-Fahrer, aber auch für Bonanza-Räder.